# Budynek Banku Oszczędnościowego w Montbrison
Budynek Banku Oszczędnościowego w Montbrison – budynek wzniesiony w 1905 roku. Od 2006 roku posiada status zabytku, w kategorii Patrimoine architectural (Mérimée).

## Lokalizacja
Budynek zlokalizowany jest przy 10 rue Marguerite-Fournier w miejscowości Montbrison, w departamencie Loara, w regionie Owernia-Rodan-Alpy.

## Historia
Rada miejska Montbrison podjęła uchwałę 9 maja 1842 r. o utworzeniu kasy oszczędnościowej. 9 lipca 1842 r. nowa uchwała ustaliła ostateczny statut, a 14 października 1842 r. Rada Stanu zatwierdziła utworzenie Kasy. Początkowo dla Kasy przeznaczono lokal w północnym skrzydle ratusza. Kasa została otwarte w lutym 1843 roku. Ponieważ pomieszczenia ratusza stały się niewystarczające, zarząd Kasy Oszczędnościowej w 1896 r. przegłosował budowę budynku. Zakup domu Oudet, dawnego zajazdu położonego na rogu Quai du Vizézy i rue de l'Hôpital, został sfinalizowany w 1901 r., a publiczny konkurs ogłoszono w 1903 r. W projekcie brało udział kilku architektów, wśród nich Marcel Lamaizière we współpracy z A. Duplaixem. Pierwszą nagrodę otrzymał Léon Gaudibert, architekt paryski, pochodzący znad Loary. Prace rozpoczęto w 1904 roku i zlecono jako generalnemu wykonawcy, przedsiębiorcy Georges’owi. Prace konstrukcyjne ukończono w 1905 r. (data widnieje na zewnętrznym przewodzie kominowym); budynek, ukończony w 1906 r., został otwarty w 1907 r. Dekoracja rzeźbiarska jest dziełem Séguina, mozaiki w przedsionku są autorstwa lyońskiej pracowni Mora, a dekoracyjna ceramika kominka w sali rady jest dziełem Alexandre'a Bigota. Ze względów bezpieczeństwa związanych ze składem materiałów niebezpiecznych zarząd w 1910 roku kupił sąsiedni dom. Na początku 2006 roku prowadzono prace w budynku Caisse d'Epargne; dotyczyły one przekształcenia pomieszczenia kas.

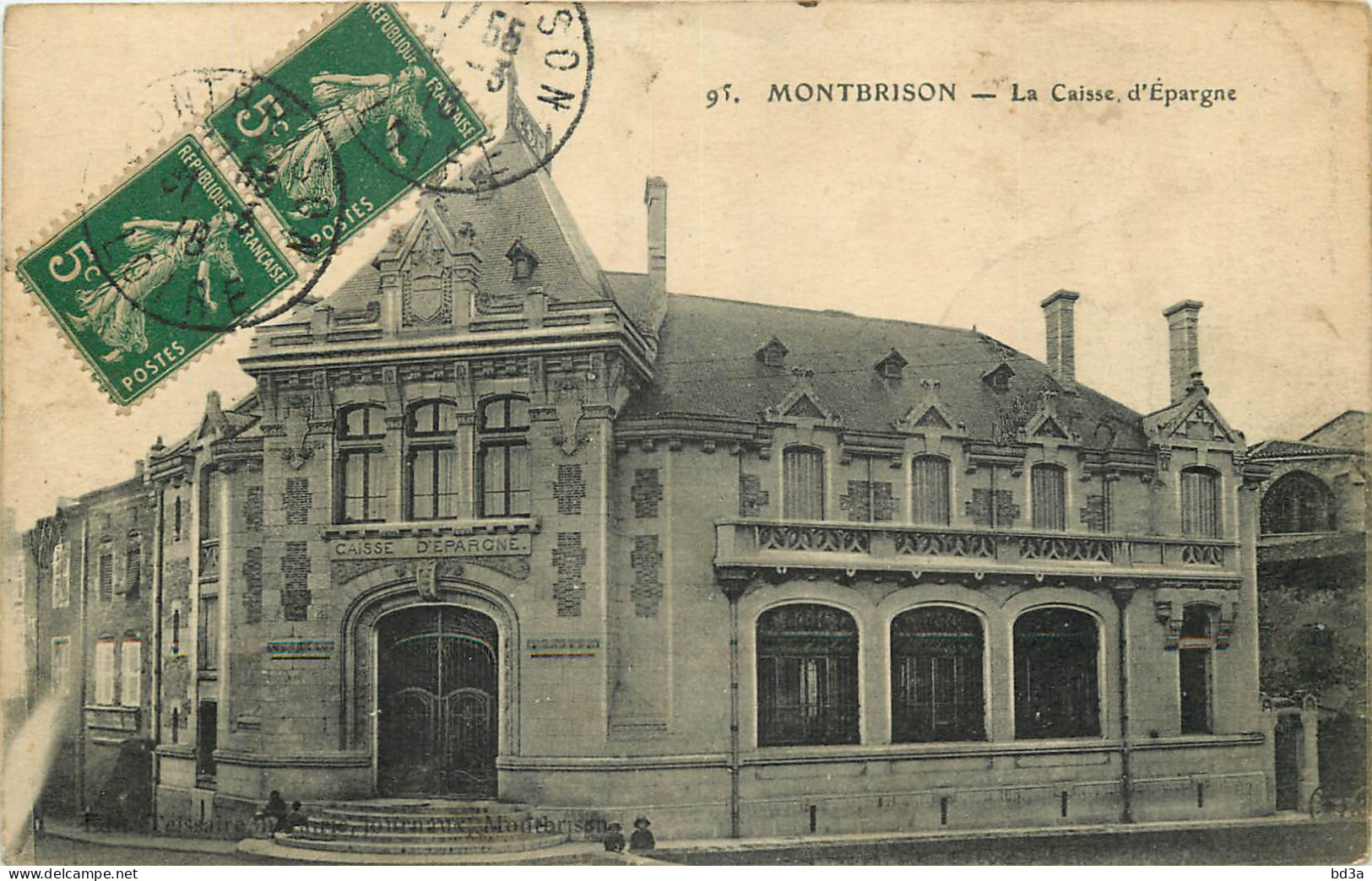
Karta pocztowa Budynek Banku Oszczędnościowego w Montbrison

## Opis
Budynek Caisse d'Epargne, zaprojektowany na planie litery L, położony jest wzdłuż Quai de l'Hôpital i rue Marguerite-Fournier. Centralna część budynku, wbudowana w ścięty narożnik litery L, zapewnia połączenie dwóch asymetrycznych skrzydeł. Na tym wycięciu umieszczona jest główna fasada. Podstawy i stopnie schodów wykonano z wapienia z Villebois, ściany z białego wapienia z Saint-Paul-Trois-Châteaux, szczyty i rzeźbione lukarny z białego wapienia z Echaillon. Ściany wypełnione są cegłą piaskowo-wapienną w odcieniach bieli lub szarości. Dachy dwuspadowe i dachy czterospadowe na korpusie środkowym i wielobocznymi na korpusach bocznych pokryte są łupkiem; okapy przecinają lukarny dwuspadowe. Różnorodność materiałów, rzeźbiony wystrój, segmentowe łukowe przęsła i odsłonięte lukarny szczytowe to elementy, przypominają prywatną rezydencję w stylu renesansowym. Na podniesiony parter prowadzą schody przy wejściu głównym oraz prosta klatka schodowa zlokalizowana przy tylnej elewacji z widokiem na ogród. We wnętrzu dominuje monumentalność, przedsionek wejściowy jest przedłużony o główną klatkę schodową oraz salą kas biletowych, po prawej stronie, oświetloną dużymi, szerokimi wykuszami. Do sali rady i gabinetu prezydenta na pierwszym piętrze, prowadzi główna, kręta klatka schodową z oknem w metalowej ramie, natomiast do dawnego lokalu służbowego prowadzi klatka schodowa ukryta, kręta, wykonana z drewna. W piwnicach zachowały się kamienne kręcone schody. Na parterze jest strop z ceglanymi belkami i metalową ramą; wystrój wnętrz i meble wykorzystują materiały i kształty w stylu secesyjnym.
Na korpusie wejściowym widnieje wygrawerowany napis: CAISSE D'EPARGNE; herb miasta wyryty nad oknami frontonowymi; napis namalowany na fryzie przedsionka: CAISSE D'EPARGNE/FONDEE EN 1842/FEURS 1845/CHAZELLES SUR LYON 1861/SURY LE COMTAL 1904.
Poręcz balustrady głównej klatki schodowej rzeźbiona jest w liście ostrokrzewu. Na mosiężnych gałkach drzwi i okien znajduje się dekoracja w postaci szyszek sosnowych. Hortensje i dekoracje roślinne zdobią mozaiki na podłogach: przedsionku, sali biletowej oraz na piętrze. Irys jest przedstawiony w sztukaterii sufitu gabinetu prezydenta i volubilis na suficie sali rady. Wreszcie hortensja włączona jest w dekorację rzeźbiarską elewacji, w dekorację malowanego fryzu u szczytu ścian przedsionka i sali kas biletowych. Ściany sali konferencyjnej i gabinetu prezydenta pokryte są boazeriami z wytłaczanej skóry inspirowanej roślinami.